# Беатріче Сілезька
Беатріче Сілезька (також відома як Беатріче Свідницька; пол. Beatrycze świdnicka, нім. Beatrix von Schweidnitz ; 1290 — 24 жовтня 1322) — польська принцеса з дому П'ястів у сілезькому володінні Явора–Свідниця, в шлюбі герцогиня Баварська та німецька королева.

## Походження
Була другою дочкою Болка I Суворого, герцога Явор-Свідницького, від його дружини Беатріче, дочки Оттона V, маркграфа Бранденбург-Зальцведеля.
Беатріс була третьою з десяти дітей. Серед її братів і сестер були: Бернард Свідницький, Генріх I Яворський, Болко II Зембіцький і Юдіт, дружина Стефана I, герцога Баварського.
Через сім років після смерті батька Беатріче та народження її посмертної сестри Анни її мати Беатріс вийшла заміж вдруге за Владислава Битомського. Від цього шлюбу Беатріче та її брати і сестри отримали двох зведених братів і сестер: Казимира з Козле та Євфімію, дружину Конрада I Олешніцького.

## Життєпис
Після ранньої смерті її батька в 1301 році Беатріче та її братів і сестер передали під опіку дядька по материнській лінії Германа, маркграфа Бранденбург-Зальцведеля до 1305 року, коли старший син Болка I, Бернард, взяв на себе управління своїми володіннями та опіку своїх молодших братів і сестер, включаючи Беатріче.
Саме брат Бернард, бажаючи забезпечити союз з Баварією, організував шлюб Беатріче з Людовиком IV, герцогом Верхньої Баварії. Весілля відбулося 14 жовтня 1308 року. В шлюбі Беатріче народила шістьох дітей, але лише троє дожили до повноліття: Матильда — дружина маркграфа Мейсенського, Людовик V Бранденбурзький, пізніше герцог Верхньої Баварії, маркграф Бранденбурга і граф Тіролю, Стефан II — пізніше герцог Нижньої Баварії.
20 жовтня 1314 року королем Німеччини був обраний герцог Людовик IV. Однак інша фракція 19 жовтня обрала королем Фрідріха I Австрійського. Двоє королів-суперників продовжуватимуть свою суперечку до кінця її життя. Разом з Ізабеллою Арагонською, дружиною Фрідріха I, вона була однією з двох конкуруючих німецьких королев.
Беатріс померла в Мюнхені задовго до коронації свого чоловіка на імператора Священної Римської імперії (у 1328 році). Через два роки після її смерті Людовик IV одружився вдруге на Маргариті II, графині Ено.

## Родина

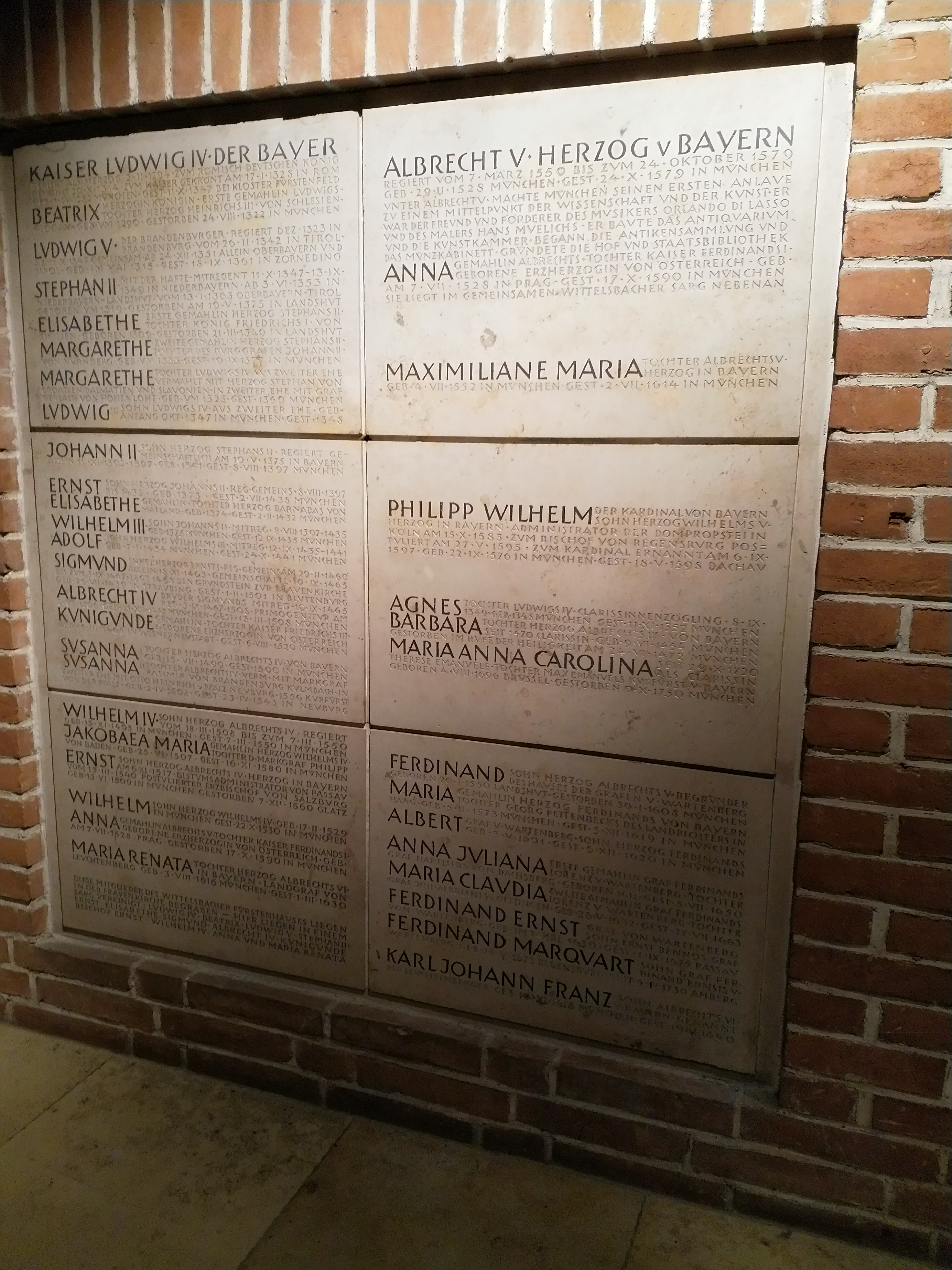

Чоловік — Людовик IV, імператор Священної Римської імперії
Діти:
- Матильда (1313—1346), вийшла заміж у Нюрнберзі 1 липня 1329 Фрідріх II, маркграф Мейсенський (пом. 1349)
- Дочка (1314) — незабаром померла.
- Людовик V Бранденбурзький (1316—1361), герцог Верхньої Баварії, маркграф Бранденбургський, граф Тірольський
- Анна (1317[4] —1319)
- Агнеса (1318) — незабаром померла.
- Стефан II (1319—1375), герцог Нижньої Баварії